# Douglas Scott (designer industriel)
Pour les articles homonymes, voir Douglas Scott et Scott.
Douglas Scott est un designer industriel britannique, né à Londres en 1913 et mort en 1990 dans la même ville.aA

## Biographie
Après des études d'orfèvrerie, le jeune Douglas Scott intègre l'agence londonienne de Raymond Loewy de 1936 à 1939. Il y crée des aspirateurs et des réfrigérateurs pour Electrolux. Après la Seconde Guerre mondiale, il monte son propre studio de design et crée un cours de design industriel à la Central School of Arts and Craft de Londres. En 1949, il est cofondateur de l'agence de design Scott-Ashford Associates avec Fres Asshford. 
Il conçoit ensuite un autobus pour London Transport, le classic Routemaster (1954) qui vient juste d'être déclassé en 2005, emblème mondialement connu et admiré de la capitale britannique. Bus à impériale qui est toujours considéré comme un excellent design des moyens de transport.